# Kozmadombja
Kozmadombja is een plaats (község) en gemeente in het Hongaarse comitaat Zala. Kozmadombja telt 55 inwoners (2001).